# Acalolepta nagporensis
Acalolepta nagporensis är en skalbaggsart som beskrevs av Stefan von Breuning 1982. Acalolepta nagporensis ingår i släktet Acalolepta och familjen långhorningar. Inga underarter finns listade i Catalogue of Life.